# Eugene Levy
Eugene Levy OC (Hamilton, 17 de Dezembro de 1946) é um ator, produtor, roteirista e comediante canadense, mais conhecido por ter interpretado Noah Levinstein, pai do personagem Jim Levinstein (Jason Biggs), na série de filmes American Pie. Ele foi o único ator a participar de todos os oito filmes da franquia.
Em 2015, Levy criou, escreveu e foi o produtor executivo da série Schitt's Creek e atuou como Johnny Rose, personagem principal, até 2020. Nos Prémios Emmy do Primetime de 2020, a temporada final da série conquistou todos os sete principais prêmios de comédia e Levy recebeu o prêmio de Melhor Ator em Série de Comédia e o de Melhor Série de Comédia.

## Biografia
Eugene Levy nasceu em uma família judia, de Hamilton, em Ontário. Sua mãe era dona de casa e seu pai era capataz em uma fábrica de automóveis. Ele estudou na Escola Secundária Westdale e frequentou a Universidade McMaster. Levy também  foi vice-presidente do McMaster Film Board, um grupo estudantil de cinema, onde conheceu o cineasta Ivan Reitman.

## Carreira
Levy frequentemente interpreta personagens  nerds e pouco  convencionais, com seu humor frequentemente derivado de explicações excessivas de assuntos e do modo como ele lida com situações complicadas.
Como ex-aluno da The Second City. Ele foi integrante da antiga série de comédia Second City Television, onde interpretou o âncora de notícias mal-humorado Earl Camembert. No SCTV, ele também fez imitações de diversas personalidades como: Perry Como, Ricardo Montalban, Alex Trebek, Sean Connery, Henry Kissinger, Menachem Begin, Bud Abbott, Milton Berle, Gene Shalit, Judd Hirsch, Muammar al-Gaddafi, James Caan, Lorne Greene, entre outros.
A carreira de Levy teve  um tremendo impulso em 1999, quando ele foi escalado para interpretar Noah Levenstein, o pai sem noção, mas amoroso do protagonista Jim Levenstein no filme American Pie. Reprisando o papel nas três sequências do filme e co-estrelando as quatro seqüências lançadas diretamente em vídeo, sendo o único ator presente em todos os filmes da franquia, Levy fez do personagem Noah um tipo de herói cult. Em entrevista, ele disse que a franquia American Pie deu uma grande guinada em sua vida, proporcionando a ele "uma nova perspectiva sobre sua  carreira na época". Desde que trabalhou nos dois primeiros filmes American Pie, Levy trabalhou com Steve Martin e Queen Latifah no filme Bringing Down the House, e mais recentemente apareceu novamente com Martin em Cheaper by the Dozen 2. 
Em 2011, Levy foi nomeado membro da Ordem do Canadá por suas contribuições como ator, escritor de quadrinhos e por sua dedicação a causas de caridade. Em 22 de maio de 2012, Levy fez um discurso de formatura na Universidade de Dalhousie, em Halifax, na Nova Escócia, e recebeu o grau de Doutor em Direito (honoris causa). Em 11 de junho de 2012, Levy foi presenteado com a Medalha de Jubileu de Diamante da Rainha Elizabeth II pelo Vice-Governador de Ontário.
Em 2015, juntamente com seu filho Dan Levy, Eugene criou, escreveu e foi o produtor executivo da série Schitt's Creek e atuou como Johnny Rose, personagem principal, até 2020. Nos Prémios Emmy do Primetime de 2020, a temporada final da série conquistou todos os sete principais prêmios de comédia — Melhor Série de Comédia, Melhor Roteiro e Melhor Direção para Dan Levy (o último compartilhado com Andrew Cividino) —, estabelecendo um recorde de vitória nas quatro principais categorias de atuações (ator/atriz principal e ator/atriz coadjuvante) para Catherine O'Hara, Annie Murphy e ambos os Levys. Ao mesmo tempo, a série estabeleceu um novo recorde de mais vitórias em um Emmy por uma série de comédia em uma única temporada.

## Vida pessoal
Levy se casou com Deborah Divine em 1977 e juntos tiveram dois filhos: Dan e Sarah. Ele é um defensor da conscientização e do tratamento do autismo. Levy era amigo próximo de John Candy, que morreu de um ataque cardíaco, em 1994. Levy é um membro da caridade canadense Artists Against Racism.

## Filmografia
- Foxy Lady (1971)
- Cannibal Girls (1973)
- Running (1979)
- Double Negative (1980)
- Nothing Personal (1980)
- Heavy Metal (1981) (voz)

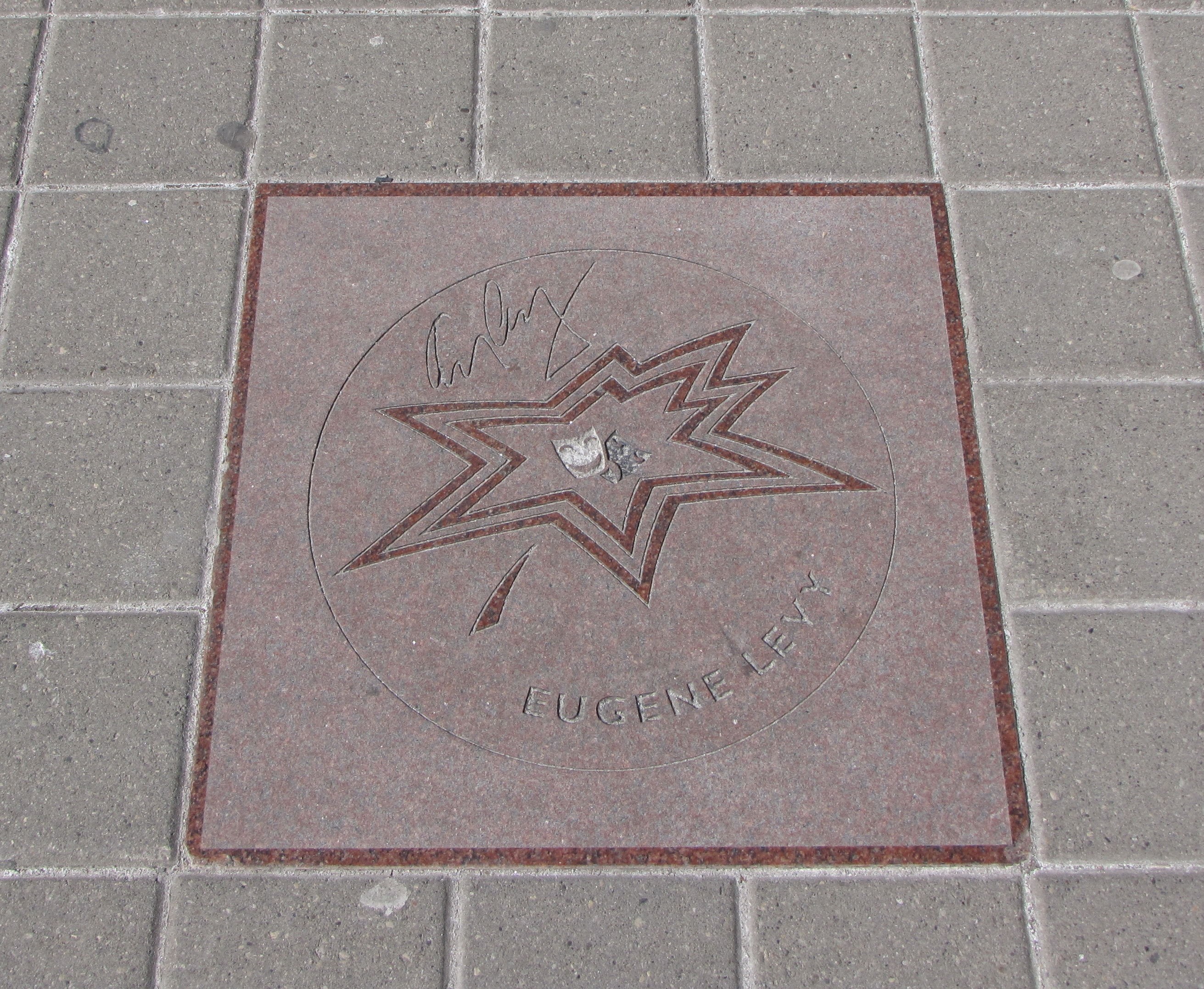
Estrela de Eugene Levy na Calçada da fama do Canadá.

- National Lampoon’s Vacation (1983) …Ed Shohet
- Going Berserk (1983)
- Splash (1984) ....Walter Kornbluth
- Club Paradise (1986)
- Armed and Dangerous (1986)
- Speed Zone! (1989)
- Father of the Bride (1991) ....Sr. Habib
- Once Upon a Crime (1992)
- Fique Ligado em Paranoias Parabólicas (1992)
- I Love Trouble (1994) ....Magistrado
- Father of the Bride Part II (1995) …Sr. Habib
- Multiplicity (1996)
- Waiting for Guffman (1996)
- Akbar’s Adventure Tours (1998)
- Almost Heroes (1998)
- Holy Man (1998)
- Richie Rich’s Christmas Wish (1998) ....Professor Quimbinha
- The Secret Life of Girls (1999)
- Dogmatic (1999)
- American Pie (1999) ....Noah Levenstein (Pai do Jim)
- Silver Man (2000)
- Best in Show (2000)
- The Ladies Man (2000)
- Down to Earth (2001) …Keyes
- Josie and the Pussycats (2001)
- American Pie 2 (2001) ....Noah Levenstein (Pai do Jim)
- Serendipity (2001) …Vendedor da Bloomingdale's
- Repli-Kate (2002)
- Like Mike (2002)
- Bringing Down the House (2003) …Howie Rottman
- A Mighty Wind (2003)
- Dumb & Dumberer: When Harry Met Lloyd (2003) …Collins
- American Wedding (2003) …Noah Levenstein (Pai do Jim)
- The Life Of Richard Pryor (2003) Richard Pryor
- New York Minute (2004) …Max Lomax
- Segment (2004) Rookie Officer Clyde Martin''
- The Man (2005)
- American Pie Presents: Band Camp (2005) (direct-to-DVD) …Noah Levenstein (Pai do Jim)
- Cheaper by the Dozen 2 (2005) …Jimmy Murtaugh
- Curious George (2006) (voz) …Clovis
- Over the Hedge (2006) (voz) …Lou
- For Your Consideration (2006)
- American Pie Presents: The Naked Mile (2006) …Noah Levenstein (Pai do Jim)
- American Pie Presents: Beta House (2007) …Noah Levenstein (Pai do Jim)
- Astro Boy (2009) (voz)
- Night at the Museum: Battle of the Smithsonian (2009) …bonecos de Albert Einstein
- Taking Woodstock (2009) …Max Yasgur
- American Pie Presents: Book of Love (2009) …Noah Levenstein (Pai do Jim)
- American Reunion (2012)…Noah Levenstein (Pai do Jim)
- Schitt's Creek (2015—2020) — Johnny Rose (criador, escritor, produtor executivo e ator da série)

## Prêmios e indicações
- 2020: Melhor Ator em Série de Comédia nos Prémios Emmy do Primetime
- 2020: Melhor Série de Comédia nos Prémios Emmy do Primetime
- 2003: Independent Spirit Awardsde Melhor Roteiro, por A Mighty Wind (indicado).
- 2003: Grammyde Melhor Canção Original - Filme/TV, por A Mighty Wind (vencedor).
- 2000 - Blockbuster Entertainment Award para Favorito Ator Coadjuvante de Comédia (vencedor)
- 1998: Independent Spirit Awardsde Melhor Roteiro, por Waiting for Guffman (indicado).